# Jeff Green
Jeffrey Lynn Green (Cheverly, Maryland, 28. kolovoza 1986.) američki je profesionalni košarkaš. Igra na poziciji niskog krila, a trenutačno je član NBA momčadi Utah Jazza. Boston Celticsi izabrali su ga u 1. krugu (5. ukupno) NBA drafta 2007. godine, ali je u razmjeni igrača postao članom Seattle SuperSonicsa.

## Karijera

### Rani život i sveučilište
Jeff Green rođen je u Marylandu, a u srednjoj školi nastupao je za "Nowrthwestern High School", gdje se 2004. domogao i saveznog naslova. Da se u sveučilišnoj karijeri pridruži Hoyasima nagovorio ga je još bivši trener Georgetowna Craig Esherick, no on je naposljetku otpušten prije nego što je Green uopće stigao u kampus, a na njegovo mjesto zasjeo je John Thompson III.
Green već u svojoj prvoj NCAA sezoni uspio impresionirati, kad je zajedno s Rudyem Gayom s Connecticuta proglašen najboljim freshmanom Big East konferencije. Individualne nagrade tu nisu stale. Sljedeće sezone sa suigračem Royom Hibbertom uvršten je u drugu momčad Big East konferencije, da bi u zadnjoj sveučilišnoj sezoni, također s Hibbertom, bio uvršten u prvu momčad.
Najveće priznanje ipak je dobio kad je, također u svojoj zadnjoj NCAA sezoni, proglašen najboljim igračem Big East natjecanja. Njegovi Hoyasi tu su došli do naslova prvi put još od 1989. godine kad ih je predvodio Alonzo Mourning, a Green je nagradu dobio zaslužujući ubačenih 30 poena protiv Notre Damea u polufinalu te postignutom 21 košu protiv Pittsburga u utakmici za naslov konferencije. Još veći uspjeh od osvajanja naslova u svojoj konferenciji pod Greenovim vodstvom Hoyasi su napravili u glavnom NCAA natjecanju. Tu su zaustavljeni tek na Final Fouru, gdje ih je u polufinalu svladao Greg Oden i njegov Ohio State.

### NBA
Seattle SuperSonicsi su Greena izabrali kao 5. izbor NBA drafta 2007. godine. Na dan drafta, Green je u razmjeni igrača zajedno Delonte Westom, Wally Sczerbiakom i izborom 2. kruga drafta (Glen Davis) zamijenjen u Seattle SuperSonicse, dok je u Boston stigao Ray Allen. U rookie sezoni u prosjeku je postizao 10.5 poena, 7.0 skokova i 1.5 asistencija. Izabran je zajedno sa suigračem Kevinom Durantom u NBA All-Rookie momčad. Međutim, Sonicsi su ostvarili omjer 20-62, što je bio najgori omjer u 41 godinu dugoj povijesti kluba. Grad Seattle nije dočekao da i 42 godine ugošćuje košarkaše Sonicsa. Vlasnik kluba Clay Bennett nije uspio s gradom dogovoriti gradnju nove dvorane i odlučio je preseliti Sonicse u Oklahoma City. U svojoj drugoj NBA sezoni, Green je u prosjeku postizao 16.5 poena, 6.7 skokova po utakmici. Time je bio drugi strijelac Thundera, odmah iza Kevina Duranta. Oklahoma City je na kraju ostvarila omjer 23-59, što je tri pobjede više nego kada je Green igrao za Sonicse.

## NBA statistika

#### Regularni dio
| Godina    | Klub     | Odig. uta. | Uta. poč. | Min. | 2P%  | 3P%  | Sl. bac.% | Skok. | Asist. | Ukr. lop. | Blok. | Poena |
| --------- | -------- | ---------- | --------- | ---- | ---- | ---- | --------- | ----- | ------ | --------- | ----- | ----- |
| 2007./08. | Seattle  | 80         | 52        | 28.2 | .427 | .276 | .744      | 4.7   | 1.5    | .6        | .6    | 10.5  |
| 2008./09. | Oklahoma | 78         | 78        | 36.8 | .446 | .389 | .788      | 6.7   | 2.0    | 1.0       | .4    | 16.5  |
| 2009.10   | Oklahoma | 82         | 82        | 37.1 | .453 | .333 | .740      | 6.0   | 1.6    | 1.3       | 9     | 15.1  |
| 2010./11. | Oklahoma | 49         | 49        | 37.0 | .437 | .304 | .818      | 5.6   | 1.8    | .8        | .4    | 15.2  |
| 2010./11. | Boston   | 26         | 2         | 23.4 | .485 | .296 | .794      | 3.3   | .7     | .5        | .6    | 9.8   |
| 2012./13. | Boston   | 81         | 17        | 27.8 | .467 | .385 | .808      | 3.9   | 1.6    | .7        | .8    | 12.8  |
| Ukupno    |          | 396        | 280       | 32.4 | .449 | .345 | .780      | 5.2   | 1.6    | .9        | .7    | 13.6  |

#### Doigravanje
| Godina | Klub     | Odig. uta. | Uta. poč. | Min. | 2P%  | 3P%  | Sl. bac.% | Skok. | Asist. | Ukr. lop. | Blok. | Poena |
| ------ | -------- | ---------- | --------- | ---- | ---- | ---- | --------- | ----- | ------ | --------- | ----- | ----- |
| 2010.  | Oklahoma | 6          | 6         | 37.3 | .329 | .296 | .850      | 4.7   | 1.7    | .7        | .5    | 11.8  |
| 2011.  | Boston   | 9          | 0         | 19.2 | .434 | .438 | .722      | 2.7   | .2     | .6        | .4    | 7.3   |
| Ukupno |          | 15         | 6         | 26.4 | .374 | .349 | .789      | 3.5   | .8     | .6        | .5    | 9.1   |

## Vanjske poveznice
- Profil na NBA.com
- Profil na Yahoo! Sports
- Profil na ESPN.com